# カテンソウ属
カテンソウ属（カテンソウぞく、学名：Nanocnide、和名漢字表記：花点草属）は、イラクサ科の属の1つ。

## 特徴
多年草。葉に葉柄があり、互生する。同科のミズ属に似るが同属は葉が対生し、本属は互生する。同科ではイラクサ属やムカゴイラクサ属の種のように蟻酸を含む刺毛があって、触ると痛みを感じるものがある。本属にもごく短い刺毛状の剛毛があるが、触っても痛くはない。花は小型で単性、雌雄同株または異株で、雄花序には花柄があり、雌花序は無柄で葉腋につく。雄花被片は4-5個、花被片の背面に横になった隆起がある。雄蕊も4-5個あって花被片と対生し、つぼみ時に花糸が内側に曲がり、開花時に急速に伸びて、その弾力で花粉を飛ばす。雌花被片は4個あり、小さく、その先端に1個の小さな剛毛がある。果実は長楕円形の痩果で、熟すとすぐに落ちる。

## 分布
3種があり、日本、朝鮮半島、台湾、中国大陸、ベトナムに分布する。3種とも日本に分布する。

## 種
- カテンソウ Nanocnide japonica Blume[4] - 雄花序の花柄は葉より長く、花序は目立つ。茎につく毛は上を向く。葉の鋸歯は4-8対。雄花は5数性。本州、四国、九州、中国大陸、（中部）、台湾、朝鮮半島に分布する[1]。
- シマカテンソウ（別名、ヤエヤマカテンソウ） Nanocnide lobate Wedd.[5] - 茎は地面を這い、雄花序の花柄は葉より短く、花序は葉にかくれる。茎につく毛は下を向く。葉は小さく鋸歯は1-2対。雄花は4数性まれに5数性。奄美大島、沖永良部島、沖縄島、石垣島、台湾、ベトナムに分布する[1]。
- トウカテンソウ Nanocnide pilosa Migo[6] - 茎は斜上するかやや直立し、雄花序の花柄は葉より短く、花序は葉にかくれる。茎につく毛は下を向く。葉の鋸歯は4-6対。雄花は5数性。鹿児島県にまれに産し、中国大陸中部に分布する[1]。絶滅危惧IA類(CR)（2017年、環境省）。

## 名前の由来
和名カテンソウ属の「カテンソウ」は、牧野富太郎は、原著『新牧野日本植物圖鑑』において、「カテン草は意味不明。」としている。一方、『山溪名前図鑑 野草の名前』の著者の高橋は、「花点草」の意で、「雄花の花粉は小さくて、まるで花が点のように見える。それで花点草。」としている。
属名 Nanocnide は、ギリシャ語で nannos （矮小） +  cnide（イラクサ）からなる語。